# Megachile centuncularis
Espèce
Megachile centuncularis, le mégachile du rosier ou abeille coupeuse du rosier, est une espèce d'insectes hyménoptères de la famille des Megachilidae, originaire d'Eurasie.

## Synonymes
- Apis rotundata Fabricius, 1787,
- Megachile parvula Lepeletier, 1841,
- Megachile appia Nurse, 1903,
- Megachile leoni Titus, 1906,
- Perezia maura Ferton, 1914,
- Megachile centuncularis theryi Cockerell, 1931,
- Megachile centuncularis nesiotica Mavromoustakis, 1953.